# Allau d'amor
Allau d'amor (títol original en txec, Láska hory přenáší; en eslovac, Láska hory prenáša) és una pel·lícula de comèdia romàntica txecoeslovaca del 2022 dirigida per Jakub Machala. Representa el debut cinematogràfic per a Machala i, juntament amb Jan Studnička, Michal Baláž i Anna Kruchňová, és el coautor del guió. S'ha doblat i subtitulat al català.
Els actors i actrius Anna Fialová, Marek Lambora, Lenka Krobotová, Csongor Kassai, Noël Czuczor i Natália Germáni van interpretar en els papers principals. El rodatge va tenir lloc el març de 2021 a l'Alt Tarta, a l'hotel Hubert de Gerlachov.
La pel·lícula es va estrenar als cinemes txecs i eslovacs el 5 de maig de 2022.